# Windhuk (Schiff, 1906)
Die Windhuk der Hamburg-Amerikanische Packetfahrt-Actien-Gesellschaft (Hapag) war das erste Schiff der Hamburger Reederei, das auf der afrikanischen Reichspostdampfer-Linie eingesetzt wurde. Es war bei Blohm & Voss für die Woermann-Linie als Gertrud Woermann gebaut worden und im April 1907 zur Hapag gelangt, als Woermann in Schwierigkeiten geriet und die Hapag acht Woermann-Schiffe kaufte und einen Anteil von 25 % am Westafrika-Geschäft erhielt, für den eine Betriebsgemeinschaft vereinbart wurde. Diese Betriebsgemeinschaft wurde im November auf die von der Deutsche Ost-Afrika Linie betriebene Reichspostdampfer-Linie erweitert, auf der die Windhuk als erstes Schiff der Hapag dann zum Einsatz kam.
Bei Ausbruch des Ersten Weltkriegs befand sich die Windhuk in Hamburg. 1919 wurde sie nach Großbritannien ausgeliefert, wo sie als City of Genoa im Afrika-Dienst der Ellerman Lines zum Einsatz kam. 1928 wurde sie dann an eine in Angola ansässige Reederei verkauft, die das Schiff unter dem neuen Namen João Belo bis 1950 nutzte.

## Übernahme des Schiffes
1907 geriet die Woermann-Linie in erhebliche Schwierigkeiten, als sie zur Abwehr der Hamburg-Bremer Afrika-Linie (HBAL) sich mit dieser, vom Norddeutschen Lloyd (NDL) gestützten, Reederei auf einen Ratenkampf einließ. Dazu verschärften auch britische Linien ihren Konkurrenzdruck.

Die Deutsche Ost-Afrika Linie und die Woermann-Linie gingen daraufhin auf ein Angebot Albert Ballins ein, eine Betriebsgemeinschaft mit der Hamburg-Amerikanische Packetfahrt-Actien-Gesellschaft (Hapag) zu schließen. Ähnliche Abkommen hatte die Hapag zuvor schon mit den Hamburger Reedereien Hamburg Südamerikanische Dampfschifffahrts-Gesellschaft (HSDG) und Deutsche Dampfschiffahrtsgesellschaft Kosmos (DDG Kosmos) geschlossen, die dadurch ihre Fahrtgebiete absicherten. Die Hapag erwarb gleichzeitig acht Schiffe der Woermann-Linie, da die Linie durch die Abwicklung der Reichsaufträge im Rahmen des Herero-Aufstandes ihre Flotte erheblich erweitert hatte. Die verkauften Schiffe waren unterschiedlichen Alters und verschiedener Größe und ein Abbild der Woermann-Flotte.

Die HAPAG und Woermann beteiligten sich durch das Abkommen am Betrieb der Deutschen Ost-Afrika-Linie und stellten Schiffe für eine Erweiterung der Reichspostdampfer-Linie ein, die jetzt auch regelmäßig Deutsch-Südwestafrika anlief.

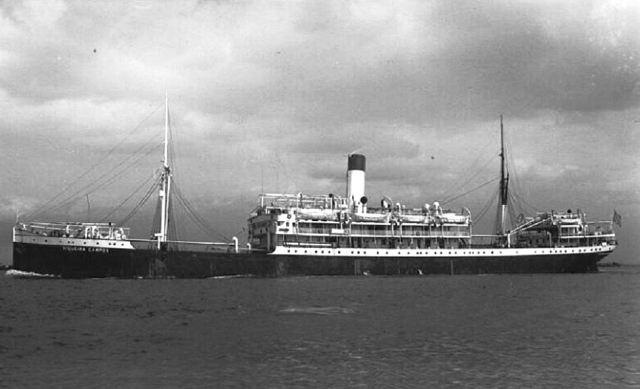
Die brasilianische Curvello ex Gertrud Woermann (4)

Die Hapag beteiligte sich an der Reichspostdampfer-Linie mit der Windhuk, dem größten und modernsten Schiff der übernommenen Schiffe. Sie war 1906 von Blohm & Voss an die Woermann-Linie als Gertrud Woermann geliefert worden. Die Woermann-Linie behielt deren auf der Reiherstieg-Werft gebautes Schwesterschiff Adolph Woermann und erhielt 1907 noch einen weiteren Nachbau von der Reiherstieg-Werft, der wieder Gertrud Woermann benannt worden war.
Diese beiden Schiffe und die Windhuk beteiligten sich am Reichspostdampfer-Dienst, der von der DOAL gemanagt wurde. Die Woermann-Linie managte den Frachtverkehr nach West- und Südwestafrika. Die Hapag stellte neben den von Woermann übernommenen Schiffen bei Bedarf weitere Schiffe in die Afrikadienste ein.

## Bau- und Einsatzgeschichte

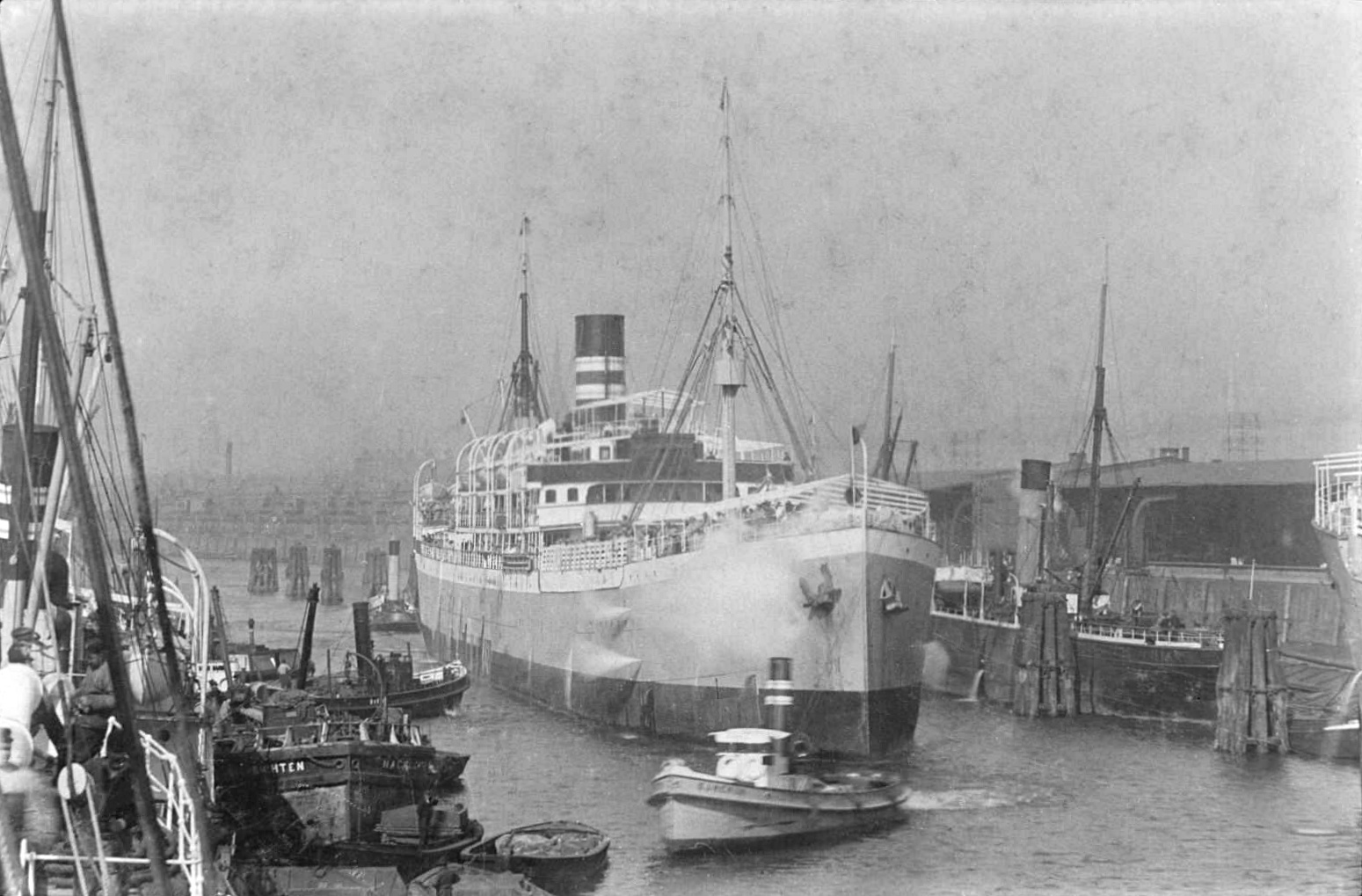
Das Schiff als Gertrud Woermann

Die 1906 von Blohm & Voss gebaute Gertrud Woermann war das dritte Schiff der Woermann-Linie, das diesen Namen erhielt. Das erste Schiff dieses Namens war das 1743 BRT große Typschiff eine Reihe von vier Schiffen, das 1885 vom Stettiner Vulcan an die Hamburger Reederei ausgeliefert wurde und seinerzeit deren größtes Schiff war. Sie ging am 24. August 1903 durch Strandung vor Port Nolloth verloren. Die unmittelbare Namensvorgängerin kam am 21. Juli 1904 in den Dienst der Linie. Es handelte sich um die vom NDL angekaufte, in England gebaute und bei Blohm & Voss verlängerte Pfalz von jetzt 4603 BRT, die als Truppentransporter eingesetzt allerdings schon am 19. November 1904 vor Swakopmund durch Strandung verloren ging. Die 400 Soldaten und 375 Pferde an Bord konnten mit Flößen gerettet werden, wobei der Große Kreuzer Vineta Hilfestellung leistete.
Die dritte Gertrud Woermann war das Typschiff der zweiten Serie vollwertiger Passagier- und Frachtschiffe der Linie mit Doppelschraubenantrieb nach den 4600 BRT großen Schwesterschiffen Eleonore Woermann und Lucie Woermann, die Blohm & Voss 1902 für Woermann gebaut hatte.

Das neue Schiff war ein zweimastiges Dampfschiff mit einem Schornstein von 125 m Länge und einer Dienstgeschwindigkeit von 12 Knoten. In der Größe und Geschwindigkeit entsprach es etwa den zeitgleich gelieferten Reichspostdampfern der DOAL und den Kombischiffen der DDG Kosmos für den südamerikanischen Westküstendienst. Es hatte Platz für 96 Fahrgäste I. Klasse, 62 Fahrgäste in der II. Klasse und 80 in der III. Klasse.
Das neue Schiff wurde nach der Ablieferung im Januar 1906 vor allem auf der Expresslinie nach Südwestafrika eingesetzt, die auf der Hinreise über Madeira, Teneriffa und Grand Bassa nach Swakopmund führte und auf der Heimreise die wichtigsten Häfen Westafrikas anlief, um ausreichend Fracht aufzunehmen.

### AlsWindhukim Dienst der Hapag
Durch die Übernahme des Schiffes durch die Hapag änderte sich für das nach der Hauptstadt von Deutsch-Südwestafrika in Windhuk umbenannte Schiff anfangs nichts. Wie die anderen sieben übernommenen Schiffe erhielt sie einen neuen Namen, eine veränderte Schornsteinbemalung und führte eine andere Reedereiflagge, aber alle zwischen dem 25. April und dem 7. Juni 1907 übernommenen Schiffe blieben im gleichen Dienst.
Erst der Beitritt der DOAL zum Abkommen des Gemeinschaftsdienstes im Herbst 1907 brachte für die Windhuk eine Veränderung, da die Expresslinie nach Südwestafrika wegfiel und sie und ihre beiden bei der Woermann-Linie verbliebenen Schwesterschiffe nunmehr auf der Reichspostdampfer-Linie zum Einsatz kamen, der als Rund um Afrika-Dienst im Wechsel in beiden Richtungen um Afrika führte. Neben der Windhuk kam ab dem 4. April 1911 hier auch noch die Rhenania (1904, 6414 BRT) der Hapag zum Einsatz. Beide Schiffe blieben bis zum Kriegsbeginn 1914 in diesem Dienst im Einsatz, wie auch die beiden Postdampfer der Woermann-Linie und neun für den Reichspostdampfer-Dienst gebaute Schiffe der DOAL (Kronprinz, Bürgermeister, Prinzregent, Feldmarschall, Admiral, Prinzessin, General, Tabora und Kigoma).

Bei Ausbruch des Ersten Weltkriegs befand sich die Windhuk in Hamburg und wurde während des Krieges nicht genutzt.

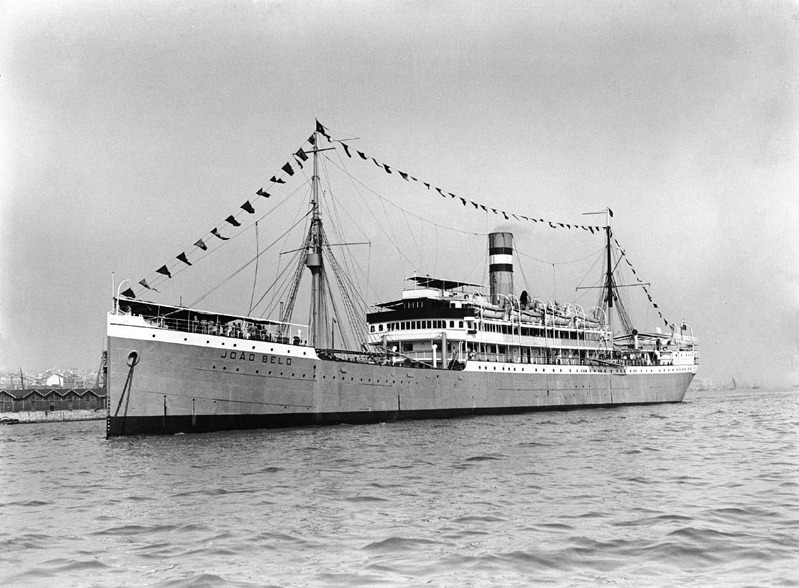
Das Schiff als João Belo

### Unter anderen Flaggen
1919 wurde der Postdampfer Windhuk nach Großbritannien ausgeliefert, wo sie anfangs von den Elder Dempster Lines bereedert wurde und dann von Ellerman Lines (Ellerman Hall Ltd.) angekauft wurde, die sie als City of Genoa im Afrika-Dienst zum Einsatz brachten.
1928 wurde sie dann an eine in Angola ansässige Reederei verkauft, die das Schiff nach dem im gleichen Jahr verstorbenen portugiesischen Kolonialminister João Belo benannte, der viel für eine eigenständige Entwicklung der Kolonien eingeleitet hatte. Das Schiff diente als Passagier- und Frachtschiff von Portugal über die afrikanischen Kolonien bis nach Mocambique. Erst 1950 wurde die João Belo außer Dienst gestellt und ab Juli in Großbritannien verschrottet.
| Schicksal der Schwesterschiffe | Schicksal der Schwesterschiffe | Schicksal der Schwesterschiffe | Schicksal der Schwesterschiffe | Schicksal der Schwesterschiffe | Schicksal der Schwesterschiffe                                                                            |
| ------------------------------ | ------------------------------ | ------------------------------ | ------------------------------ | ------------------------------ | --- |
| Name                           | Bauwerft                       | BRT                            | in Dienst                      | 1914                           | weiteres Schicksal                                                                                        |
| Adolph Woermann                | Reiherstieg                    | 6268                           | 11.1906                        | Rotterdam                      | 1921 Westminster Abbey, 1921 Venezuela der Koninklijke Nederlandsche Stoomboot Maatschappij, 1938 Abbruch |
| Gertrud Woermann               | Reiherstieg                    | 6465                           | 8.1907                         | Rio de Janeiro                 | 1917 beschlagnahmt Curvello, 1927 Cantuaria Guimaraes, 1931 Siqueira Campos, 1943 gesunken                |

## Die von Woermann übernommenen Schiffe der Hapag
| Stapellauf in Dienst WL | Name                              | Tonnage  | B.Nr.                 | Schicksal |
| ----------------------- | --------------------------------- | -------- | --------------------- | --- |
| 28.11.1903 15.10.1904   | Swakopmund Prof. Woermann Florida | 5638 BRT | Vulkan 453            | 122,9 m lang, 44/20 Fahrgäste I./II. Klasse, 638 Zwischendecksplätze gebaut für DG Argo, 17. Mai 1907 übernommen und umbenannt, auch auf atlantischen Nebenlinien eingesetzt, 1919 ausgeliefert, 1920 Arafura der Eastern & Australian SS, 1929 Abbruch                                                                           |
| 28.11.1904 28.12.1904   | Otavi Lulu Bohlen Den of Mains    | 5173 BRT | Russel&Co 532         | 115,5 m lang, 1300 Zwischendecksplätze möglich von Woermann in England nach Stapellauf angekauft, 2. Mai 1907 übernommen und umbenannt, auch auf atlantischen Linien eingesetzt, 1914 Pernambuco, Januar 1915 in Las Palmas aufgelegt, 1919 ausgeliefert, 1922 Rückkauf und als Otavi wieder nach Afrika eingesetzt, 1924 Abbruch |
| 14.08.1900 2.10.1900    | Kamerun Ernst Woermann            | 4065 BRT | Dunlop & Co 246       | 103,9 m lang, bis 100 Kabinenplätze in drei Klassen 25. April 1907 übernommen und umbenannt, 11. September 1912 vor Grand-Bassam, Liberia, gestrandet, Besatzung und Passagiere von Anna Woermann abgeborgen, Verlust |
| 15.04.1893 25.10.1904   | Togo Erich Woerm. ex Rosario      | 3184 BRT | Blohm&Voss 93         | 96,3 m lang, 16 Kabinenplätze, 112 Zwischendecksplätze möglich ursprünglich im Dienst der Hamburg-Süd, 2. Mai 1907 übernommen und umbenannt, 1914 Sao Vicente, 1916 von Portugal beschlagnahmt: Brava, 3. September 1918 durch UB 125 versenkt                                                                                    |
| 8.08.1888 5.07.1898     | Lome Helene Woerm. Montevideo     | 2583 BRT | Blohm & Voss 58       | 98,5 m lang, 68 Kabinenplätze, 244 Zwischendecksplätze möglich ursprünglich im Dienst der Hamburg-Süd, 30. April 1907 übernommen und umbenannt, 1914 in Douala als Blockschiff versenkt, 1915 gehoben und von den Briten eingesetzt, zuletzt als Africshore, 1923 in die Türkei verkauft: Sakariya, 1943 gesunken                 |
| 5.06.1903 4.08.1903     | Edea Emilie Woerm.                | 2486 BRT | Reiherstieg 411       | 91,8 m lang, 18 Kabinenplätze, 1. Mai 1907 übernommen und umbenannt, 1919 nach Belgien ausgeliefert: Maroc, 1933 Abbruch |
| 28.10.1890 6.12.1890    | Duala Gretchen Bohlen             | 1294 BRT | Wigham Richardson 257 | 69,9 m lang, 4 Kabinenplätze, 7. Juni 1907 übernommen und umbenannt, 1908 nach Italien verkauft: Nina V, 1911 Japigia, 1916 durch österreichische Torpedoboote versenkt |